# Karen Harup
Karen Margrethe Harup, coneguda com a Karen Harup, (Gentofte, Dinamarca 1924 - Copenhaguen 2009) fou una nedadora danesa, guanyadora de tres medalles olímpiques.

## Biografia
Va néixer el 20 de novembre de 1924 a la ciutat de Gentofte, població situada a l'illa de Sjælland, prop de la capital del país.
Va morir el 19 de juliol de 2009 a la seva residència de Copenhaguen, capital del país.

## Carrera esportiva
Especialista en les modalitats de crol i esquena, va participar als 23 anys en els Jocs Olímpics d'Estiu de 1948 celebrats a Londres (Regne Unit), on va aconseguir guanyar la medalla d'or en els 100 metres esquena, realitzant un nou rècord olímpic amb un temps d'1:14.4 minuts; i la medalla de plata en les proves dels 400 m. lliures i dels relleus 4x100 m. lliures. Així mateix també va participar en la prova dels 100 metres lliures, on finalment fou quarta.
Anteriorment havia aconseguit tres medalles en el Campionat d'Europa de natació, totes elles d'or, l'any 1947.